# Tarlà de l'Argenteria

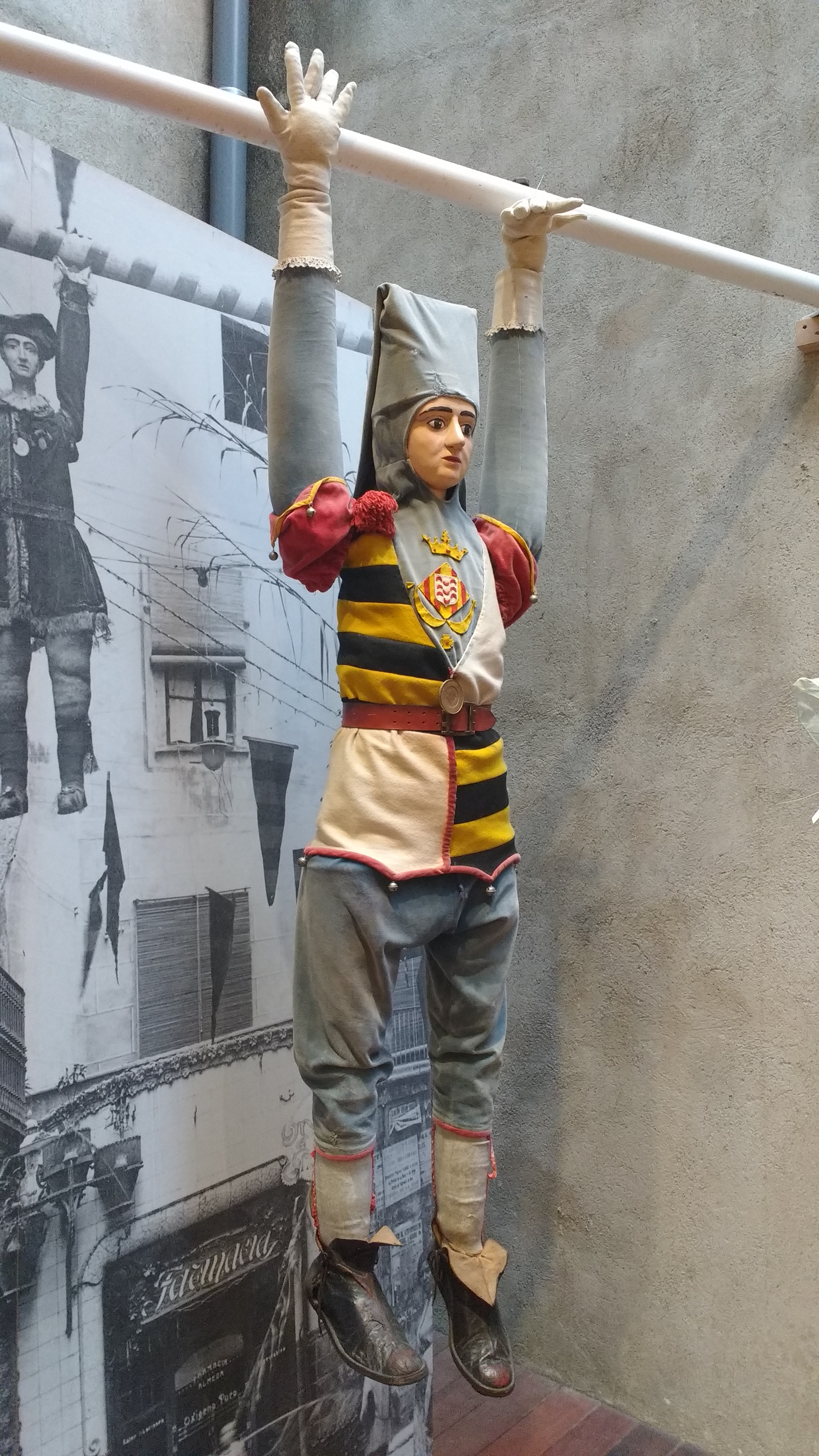
Antic Tarlà de l'Argenteria.

El Tarlà de l'Argenteria és una de les figures més típiques de Girona, un ninot que, penjat de banda a banda del carrer de l'Argenteria, fa giravoltes durant determinats dies de l'any. Es tracta d'un ninot amb el cap de fusta i el cos de roba, farcit amb serradures. Actualment, el Tarlà més antic conservat es troba al Museu d'Història de Girona.

## Vestimenta
Les seves vestimentes han canviat durant el pas dels anys, darrerament, i des de fa molt temps, va guarnit com una mena de joglar, amb esquellerics a les puntes del barret. Té uns braços rígids, articulats per l'espatlla, i les mans estan fixades en una barra (abans de fusta, ara de ferro) que es pot fer girar mitjançant una maneta que actua des d'un dels balcons on reposa la barra. Abans actuava durant les festes de l'Argenteria, als voltants del 28 d'agost, dia de Sant Agustí, patró del carrer.
Darrerament, les festes de Sant Agustí ja no se celebren, i per conservar la tradició es penja durant les festes de primavera de la Rambla i l'Argenteria, pels voltants de Sant Jordi.

## Les llegendes

### La pesta
La llegenda que justifica la seva actuació és ben coneguda pels gironins: en una època en què la pesta era un dels temors col·lectius més arrelats, per les seves conseqüències mortals, un petit brot d'aquella terrible epidèmia es va manifestar al carrer Argenteria, on, com diu el seu nom, hi havia els obradors dels argenters (sinònim de joiers) de la ciutat de Girona. Per evitar els possibles contagis a la resta de la ciutat, el carrer va ser posat en quarantena i tancat i barrat pels dos extrems amb una tanca feta de canyes, que també es van posar a les portes i finestres perquè es creia que impedien la transmissió de la pestilència. I durant tot el temps en què els veïns es van veure obligats a estar aïllats, sense poder sortir cap als altres barris, les llargues hores de tristesa i avorriment van ser amenitzades per l'actuació d'un personatge popular anomenat el Tarlà, que feia cabrioles pel bell mig del carrer, com els acròbates del circ.
Per recordar el simpàtic personatge, més endavant es va construir un ninot que, penjat d'una barra giratòria, imitava les giragonses del seu antecessor de carn i ossos.
La figura del Tarlà va passar a ser molt estimada pels gironins pel seu caràcter alegre i gens protocol·lari i a Girona sempre ha estat símbol de gresca i diversió.

### El xuixo
Explica la llegenda que el Tarlà es va enamorar d'una noia preciosa, filla d'un pastisser. El pare de la noia no volia de cap manera que el Tarlà s'acostés a la seva filla. Tot i això, el Tarlà estava decidit a veure la noia dels seus somnis.
Un dia, aprofitant que el pastisser no estava a la pastisseria, el Tarlà va anar a veure la seva enamorada. Però mentre parlava amb ella, van sentir com el pastisser tornava i el Tarlà no va tenir cap altre opció que amagar-se a dins d'un sac de farina. Mentre el Tarlà estava amagat, esperant que l'home marxes, va respirar les restes de farina que hi havia al sac i va esternudar "xiu-xiu". Amb tant mala sort que el pare de la noia el va sentir i el va trobar.
El Tarlà, que volia fer-se perdonar i demanar la mà d'aquella noia que li havia robat el cor, va fer una proposta al pastisser. Li donaria la recepta d'un dolç encara desconegut, que faria fos conegut a tot Girona. Aquest dolç és el xuixo, anomenat així a causa de l'esternut que el va descobrir. És d'aquesta manera com el xuixo es va convertir en el dolç més conegut de Girona, i el Tarlà es va poder casar amb la seva enamorada.